# آرمان آپل
آرمان آپل (فرانسوی: Armand Apell‎؛ ۱۶ ژانویهٔ ۱۹۰۵ – ۳ ژوئیهٔ ۱۹۹۰) بوکسور اهل فرانسه بود.